# 9249 Yen
9249 Yen (4606 P-L) là một tiểu hành tinh vành đai chính được phát hiện ngày 24 tháng 9 năm 1960, bởi C.J. van Houten và I. van Houten-Groeneveld ở.